# Niklas Michalski
Niklas Michalski (* 20. Februar 2003 in Mannheim) ist ein deutscher Handballspieler auf der Rechtsaußen-Position, der ab der Saison 2025/26 in der 2. Bundesliga für die HSG Krefeld Niederrhein spielt.

## Karriere

### Im Verein
Niklas Michalski begann im Alter von sechs Jahren mit dem Handball. Nach einem kurzen Start bei der SpVgg Ilvesheim wechselte er in seinen ersten Handballjahren zum TV 1892 Friedrichsfeld, bei dem auch Uwe Gensheimer seine Karriere startete. Um sich sportlich schneller weiterentwickeln zu können, erfolgte der nächste Schritt zur HG Oftersheim/Schwetzingen.
Nach ersten Kontakten zu den „Junglöwen“ bereits 2017 wechselte er schließlich in der Winterpause 2018/19 in die B-Jugend (U17) der Rhein-Neckar Löwen, für die er am 26. Januar 2019 sein erstes Spiel absolvierte. Diese Saison 2018/19 beendeten die U17-Junglöwen auf dem 3. Platz der Oberliga Baden-Württemberg und verpassten damit die Qualifikation für die Deutsche B-Jugend-Meisterschaft. Michalski absolvierte in dieser ersten B-Jugend Saison auch bereits erste Einsätze in der A-Jugend (U19), die in dieser Saison Deutscher Vizemeister wurden. Die zweite B-Jugend Saison 2019/20 wurde mit dem Gewinn der Oberliga abgeschlossen. Die Saison musste kurz vor Saisonende aufgrund der Corona-Pandemie abgebrochen werden und eine Deutsche Meisterschaft wurde nicht ausgetragen.
Die Pandemie beeinträchtigte auch die erste A-Jugend-(U19-)Saison 2020/21 in der Jugend-Handball-Bundesliga (JBLH), welche unterbrochen und verkürzt werden musste. Eine Finalrunde zur Deutschen A-Jugend-Meisterschaft fand aber wieder statt, in der die Junglöwen im Halbfinale gegen den TSV Bayer Dormagen ausschieden. In der ersten wieder vollständigen Saison 2021/22 gewann Niklas Michalski mit dem U19-Team die Deutsche A-Jugend-Meisterschaft im Finale gegen die Füchse Berlin. Außerdem spielte er in dieser Saison auch viele Einsätze bei den Rhein-Neckar Löwen II und gewann mit der zweiten Mannschaft den Meistertitel in der 3. Liga, Staffel F.
Am 27. Februar 2022 stand Michalski im Heimspiel gegen die HSG Wetzlar zum ersten Mal im Kader der Bundesligamannschaft der Rhein-Neckar Löwen. Seine ersten beide Tore erzielte er am 13. März 2022 gegen die MT Melsungen. Für die Saison 2022/23 erhielt er einen Profivertrag und bildete seitdem zusammen mit Patrick Groetzki das Duo auf der Rechtsaußen-Position. Höhepunkt dieser Saison war der Gewinn des DHB-Pokals 2022/23 im April 2023 mit einem 36:34-Sieg nach Verlängerung und Siebenmeterwerfen gegen den SC Magdeburg. Der Vertrag bei den Löwen wurde für die Saison 2023/24 um ein weiteres Jahr verlängert. Um mehr Spielpraxis zu sammeln wurde Michalski in dieser Saison an den Zweitligisten SG BBM Bietigheim ausgeliehen und hatte über ein Zweitspielrecht die Möglichkeit bei den Löwen auszuhelfen. Für die Saison 2024/25 kehrte er zu den Löwen zurück, erhielt seine Spielpraxis überwiegend in der zweiten Mannschaft in der 3. Liga (85 Tore in 25 Spielen) und durfte auch regelmäßig bei den Profis in der Bundesliga spielen.
Seit der Saison 2025/26 läuft er für die HSG Krefeld Niederrhein auf.

## Erfolge
- 2019: Deutscher Vizemeister mit der U19 der Rhein-Neckar Löwen
- 2020: Gewinner der Oberliga Baden-Württemberg mit der U17 der Rhein-Neckar Löwen
- 2022: Deutscher A-Jugend-Meister mit der U19 der Rhein-Neckar Löwen
- 2022: Meister in der 3. Bundesliga, Staffel F, mit den Rhein-Neckar Löwen II
- 2023: DHB-Pokal-Sieger mit den Rhein-Neckar Löwen